# Schreiben an die Bischöfe der katholischen Kirche über die Zusammenarbeit von Mann und Frau
Unter dem Titel Schreiben an die Bischöfe der katholischen Kirche über die Zusammenarbeit von Mann und Frau in der Kirche und in der Welt
veröffentlichte die Kongregation für die Glaubenslehre am 31. Juli 2004 ein Schreiben an die Bischöfe der katholischen Kirche. Es stammt von Kardinal Joseph Ratzinger, dem späteren Papst Benedikt XVI., datiert bereits vom 31. Mai 2004.

## Inhalt des Schreibens
In dem Schreiben, das von Ratzinger mit ausdrücklicher Billigung von Papst Johannes Paul II. verfasst wurde, nimmt er Stellung zur Bedeutung von Mann und Frau sowie der Rolle von Frauen und Männern in der Gesellschaft. Ratzinger kritisiert Auffassungen, wonach der Mensch in der Bestimmung seiner Geschlechterrolle vollkommen autonom sei. Stattdessen betont er die seiner Ansicht nach von Gott gewollte und in der Schöpfungsordnung angelegte Verschiedenheit der Geschlechter.
Die Perspektive des Geschlechterkampfs ist für Ratzinger „Illusion und Gefahr“. Besonders heftig wird dabei der Gender-Ansatz kritisiert, welcher den biologischen Geschlechterunterschied leugne. Er führe zur Infragestellung der Familie, zur Gleichstellung der Homosexualität mit der Heterosexualität und zur Förderung polymorpher Sexualität. Laut biblischer Anthropologie seien Mann und Frau jedoch „von Beginn der Schöpfung an unterschieden“ und blieben es „in alle Ewigkeit“. Dies gilt für ihn nicht nur in körperlicher, sondern auch in seelischer Hinsicht. So zeige die physische Fähigkeit, Kinder zu gebären, in der weiblichen Persönlichkeit auf intuitive Weise solche „fraulichen Werte“ wie Fürsorglichkeit und Mutterschaft sowie „den Sinn und die Ehrfurcht gegenüber dem Konkreten, das sich den Abstraktionen entgegenstellt“:
„Trotz der Tatsache, dass eine gewisse Strömung des Feminismus Ansprüche 'für sie selber' einfordert, bewahrt die Frau doch die tiefgründige Intuition, dass das Beste ihres Lebens darin besteht, sich für das Wohl des anderen einzusetzen, für sein Wachstum, für seinen Schutz.“
Auch innerhalb der Kirche komme der Frau eine besondere Rolle zu. So trage sie, sich anlehnend an die barmherzige, demütige und treue Haltung Marias, „auf einzigartige Weise dazu bei, das wahre Antlitz der Kirche, der Braut Christi und der Mutter der Gläubigen, zu offenbaren.“ Ratzinger weist darauf hin, dass Frauen daher trotz der Tatsache, dass die Priesterweihe ausschließlich Männern vorbehalten ist, Zugang zum vollen Umfang des christlichen Lebens haben. Unter der Maßgabe, ihre natürliche Bestimmung zu bewahren, fordert Ratzinger die volle Anerkennung der Frau in der Gesellschaft und eine neue Wertschätzung der von ihr geleisteten Arbeit in der Familie. Die Überschneidung der Lebensbereiche „Familie“ und „Arbeit“ gestalte sich bei der Frau anders als beim Mann. Anzustreben sei eine Gesellschaftsordnung, die es den Frauen, die freiwillig ihre ganze Zeit der häuslichen Arbeit widmen möchten, ermögliche, dies ohne soziale oder wirtschaftliche Diskriminierung zu tun.

## Öffentliche Reaktionen
Das Schreiben rief in der Öffentlichkeit, wie bereits bei früheren Veröffentlichungen des Vatikans zu diesem Thema, unterschiedliche Reaktionen hervor. Die Sprecherin der Katholischen Frauengemeinschaft Deutschlands (kfd) Margret de Haan begrüßte, dass das Schreiben berechtigte Anliegen von Frauen aufnehme und sich gegen die Reduzierung des Frauenbildes auf die Rolle der Gebärerin wende. Die Vorsitzende der Katholischen Frauenbewegung Österreichs Margit Hauft bezeichnete das Dokument hingegen als patriarchalisch und weltfremd. Vertreter des Vatikans machten deutsche Medien wie den Spiegel und die Bildzeitung für die negative Aufnahme des Briefes in der Öffentlichkeit verantwortlich. Die Bildzeitung hatte die Sperrfrist für die Berichterstattung gebrochen, die Darstellung der Bildzeitung wurde daraufhin von vielen Medien übernommen.